# Predator: Badlands
Predator: Badlands es una próxima película de acción y ciencia ficción estadounidense de la franquicia Depredador. Es la séptima película de la serie principal y la novena de la franquicia en general. Dirigida por Dan Trachtenberg, coescrita por Trachtenberg y Patrick Aison, protagonizada por Elle Fanning y Dimitrius Schuster-Koloamatangi.
Predator: Badlands está programada para ser estrenada en cines en los Estados Unidos el 7 de noviembre de 2025, por 20th Century Studios.

## Premisa
En el futuro, en un planeta remoto, un joven depredador, marginado de su clan, encuentra un aliado inesperado y se embarca en un peligroso viaje en busca del adversario definitivo.
The Walt Disney Company

## Reparto
- Dimitrius Schuster-Koloamatangi como Dek, un depredador.
- Elle Fanning como Thia, un androide de Weyland-Yutani.

## Producción

### Desarrollo
En febrero de 2024, se reveló que una película independiente de la franquicia Depredador titulada Badlands estaba en desarrollo, que sería dirigida por Dan Trachtenberg, quien anteriormente trabajó en Prey (2022) y Predator: Killer of Killers (2025), y coescrita por Patrick Aison, quien escribió Prey. En junio, Elle Fanning estaba en conversaciones para unirse a la película en el papel principal, y su elección se confirmó en agosto.
Tomando influencias del universo expandido de la franquicia, Badlands pretende ser una entrega independiente de la serie, ambientada en el mundo natal de los Depredadores y centrándose en la cultura de su especie. Con este fin, el lingüista que creó el idioma na'vi para la película Avatar (2009) desarrolló un lenguaje escrito y verbal consistente para los Depredadores. A diferencia de las películas anteriores, el Depredador, Dek, es el protagonista en lugar de un antagonista. Dek es interpretado por el especialista de cine Dimitrius Schuster-Koloamatangi, quien también aprendió el idioma de Depredador específicamente para el papel. Para crear la apariencia física de Dek, Studio Gillis diseñó un traje de criatura para representar el cuerpo de Dek, mientras que el rostro de Dek fue mejorado digitalmente usando animación por computadora para transmitir una expresión emocional más sutil. La ficticia Weyland-Yutani Corporation, que aparece en la franquicia Alien, aparece en la película, aunque la conexión entre ella y la franquicia Predator sigue siendo desconocida.
Después del panel de San Diego Comic-Con 2025 dedicado a la pelicula, el final de Predator: Killer of Killers fue modificado para mostrar a Mike Harrigan y Dutch Schaefer (interpretados por Danny Glover y Arnold Schwarzenegger, respectivamente), dos de los primeros protagonistas de la franquicia, en una escena a mitad de creditos.

### Rodaje
El rodaje comenzó en Nueva Zelanda el 27 de agosto de 2024, bajo el título provisional Backpack, y finalizó a fines de octubre. Jeff Cutter fue el director de fotografía, después de haber trabajado previamente con Trachtenberg en Prey.

## Lanzamiento
Predator: Badlands está programada para estrenarse en cines en Estados Unidos el 7 de noviembre de 2025.